# فرودگاه موریسبورگ
فرودگاه موریسبورگ (به انگلیسی: Morrisburg Airport) یک فرودگاه همگانی است که یک باند فرود آسفالت دارد و طول باند آن ۸۵۳ متر است. این فرودگاه در کشور کانادا قرار دارد و در ارتفاع ۷۷ متری از سطح دریا واقع شده‌است.